# Sezonul de Formula 1 din 1968
Sezonul de Formula 1 din 1968 a fost cel de-al 22-lea sezon al curselor auto de Formula 1 FIA. A inclus cea de-a 19-a ediție a Campionatului Mondial al Piloților și a 11-a ediție a Cupei Internaționale pentru Constructorii de F1. Sezonul a fost disputat pe parcursul a douăsprezece curse, începând cu Marele Premiu al Africii de Sud pe 1 ianuarie și terminându-se cu Marele Premiu al Mexicului pe 3 noiembrie. În 1968 s-au desfășurat și trei curse care nu au făcut parte din campionat. Graham Hill, conducând pentru Lotus-Ford, a devenit pentru a doua și ultima oară în cariera sa campion mondial, iar echipa lui a devenit campioana la constructori.
Sezonul a cunoscut trei inovații semnificative. Prima a fost introducerea sponsorizării nerestricționate, pe care FIA a decis să o permită în acel an, după retragerea sprijinului din partea firmelor legate de automobile precum BP, Shell și Firestone. Team Gunston, o echipă privată din Africa de Sud, a fost prima echipă de Formula 1 care și-a vopsit mașinile în culoarea sponsorilor lor când au intrat cu un Brabham privat pentru John Love, vopsit în culorile țigărilor Gunston, în Marele Premiu al Africii de Sud. A doua inovație a fost introducerea aripilor, așa cum s-a văzut anterior pe diverse mașini, inclusiv mașina sport Chaparral 2F. Colin Chapman a introdus aripile față modeste și un spoiler pe monopostul Lotus 49B al lui Graham Hill la Marele Premiu al Principatului Monaco. A treia inovație a fost introducerea unei căști integrale pentru piloți, Dan Gurney devenind primul pilot care a purtat o astfel de cască la Marele Premiu al Germaniei din 1968. A ajutat la inventarea ei alături de compania Bell Helmets și o folosise deja la cursa Indy 500 din același an. În câțiva ani, a devenit alegerea evidentă și mai târziu chiar obligatorie în rândul piloților de F1. Totuși, cel mai important eveniment al sezonului il constituie moartea dublului campion mondial Jim Clark. Scoțianul a decedat în timpul unei curse non-campionat de Formula 2 de la Hockenheim în condiții care nu sunt încă total cunoscute.
Sezonul 1968 s-a dovedit a fi un punct de cotitură în istoria Formulei 1, în ceea ce privește aspectele tehnice și siguranța. Aripile au fost folosite pe mașinile de Formula 1, iar aerodinamica a jucat cu adevărat un rol în ceea ce privește performanța mașinilor; iar cinci piloți de Grand Prix au fost uciși în acest an - inclusiv Clark, Mike Spence, Jo Schlesser și Ludovico Scarfiotti - Clark într-o cursă de Formula 2 de la Hockenheim într-un Lotus în aprilie, Spence în timpul antrenamentelor pentru Indianapolis 500 într-un Lotus în mai, Scarfiotti în timpul unui eveniment de hill-climbing din Germania, conducând o mașină sport Porsche în iunie și Schlesser în timpul Marele Premiu al Franței, la volanul unei Honda în iulie. A fost ultimul an în care toate cursele s-au desfășurat pe piste aproape fără modificări de siguranță.

## Piloții și echipele înscrise în campionat
Următorii piloți și constructori au participat în Campionatul Mondial al Piloților din 1968 și în Cupa Internațională a Constructorilor de F1 din 1968.
| Imagine        | Concurent                        | Constructor | Motor                                                          | Șasiu                   | Pneu | Piloți               | Piloți        |
| -------------- | -------------------------------- | ----------- | -------------------------------------------------------------- | ----------------------- | ---- | -------------------- | ------------- |
| Imagine        | Concurent                        | Constructor | Motor                                                          | Șasiu                   | Pneu | Numele pilotului     | Etape         |
| Brabham BT26   | Brabham Racing Organisation      | Brabham     | Repco 740 3,0 V8 Repco 860 3,0 V8                              | BT24 BT26               | G    | Jack Brabham         | Toate         |
| Brabham BT26   | Brabham Racing Organisation      | Brabham     | Repco 740 3,0 V8 Repco 860 3,0 V8                              | BT24 BT26               | G    | Jochen Rindt         | Toate         |
| Brabham BT26   | Brabham Racing Organisation      | Brabham     | Repco 740 3,0 V8 Repco 860 3,0 V8                              | BT24 BT26               | G    | Dan Gurney           | 5             |
| BRM P126       | Owen Racing Organisation         | BRM         | BRM P101 3,0 V12 BRM P75 3,0 H16                               | P115 P126 P133 P138     | G    | Pedro Rodríguez      | Toate         |
| BRM P126       | Owen Racing Organisation         | BRM         | BRM P101 3,0 V12 BRM P75 3,0 H16                               | P115 P126 P133 P138     | G    | Mike Spence          | 1             |
| BRM P126       | Owen Racing Organisation         | BRM         | BRM P101 3,0 V12 BRM P75 3,0 H16                               | P115 P126 P133 P138     | G    | Richard Attwood      | 3–8           |
| BRM P126       | Owen Racing Organisation         | BRM         | BRM P101 3,0 V12 BRM P75 3,0 H16                               | P115 P126 P133 P138     | G    | Bobby Unser          | 9, 11         |
| Cooper T86     | Cooper Car Company               | Cooper      | Maserati 10/F1 3,0 V12                                         | T81B T86                | F    | Brian Redman         | 1             |
| Cooper T86     | Cooper Car Company               | Cooper      | Maserati 10/F1 3,0 V12                                         | T81B T86                | F    | Ludovico Scarfiotti  | 1             |
| Cooper T86     | Cooper Car Company               | Cooper      | BRM P101 3,0 V12                                               | T86B                    | F    | Brian Redman         | 2, 4          |
| Cooper T86     | Cooper Car Company               | Cooper      | BRM P101 3,0 V12                                               | T86B                    | F    | Ludovico Scarfiotti  | 2–3           |
| Cooper T86     | Cooper Car Company               | Cooper      | BRM P101 3,0 V12                                               | T86B                    | F    | Lucien Bianchi       | 3–5, 8, 10–12 |
| Cooper T86     | Cooper Car Company               | Cooper      | BRM P101 3,0 V12                                               | T86B                    | F    | Vic Elford           | 6–12          |
| Cooper T86     | Cooper Car Company               | Cooper      | BRM P101 3,0 V12                                               | T86B                    | F    | Johnny Servoz-Gavin  | 6             |
| Cooper T86     | Cooper Car Company               | Cooper      | BRM P101 3,0 V12                                               | T86B                    | F    | Robin Widdows        | 7             |
| Eagle T1G      | Anglo American Racers            | Eagle       | Weslake 58 3.0 V12                                             | T1G                     | G    | Dan Gurney           | 1, 3, 7–9     |
| Ferrari 312/68 | Scuderia Ferrari SpA SEFAC       | Ferrari     | Ferrari 242 3,0 V12 Ferrari 242C 3,0 V12                       | 312/67 312/67/68 312/68 | F    | Chris Amon           | 1–2, 4–12     |
| Ferrari 312/68 | Scuderia Ferrari SpA SEFAC       | Ferrari     | Ferrari 242 3,0 V12 Ferrari 242C 3,0 V12                       | 312/67 312/67/68 312/68 | F    | Jacky Ickx           | 1–2, 4–10, 12 |
| Ferrari 312/68 | Scuderia Ferrari SpA SEFAC       | Ferrari     | Ferrari 242 3,0 V12 Ferrari 242C 3,0 V12                       | 312/67 312/67/68 312/68 | F    | Andrea de Adamich    | 1             |
| Ferrari 312/68 | Scuderia Ferrari SpA SEFAC       | Ferrari     | Ferrari 242 3,0 V12 Ferrari 242C 3,0 V12                       | 312/67 312/67/68 312/68 | F    | Derek Bell           | 9, 11         |
| Honda RA301    | Honda Racing                     | Honda       | Honda RA273E 3,0 V12 Honda RA301E 3,0 V12 Honda RA302E 3,0 V12 | RA300 RA301 RA302       | F    | John Surtees         | Toate         |
| Honda RA301    | Honda Racing                     | Honda       | Honda RA273E 3,0 V12 Honda RA301E 3,0 V12 Honda RA302E 3,0 V12 | RA300 RA301 RA302       | F    | Jo Schlesser         | 6             |
| Honda RA301    | Honda Racing                     | Honda       | Honda RA273E 3,0 V12 Honda RA301E 3,0 V12 Honda RA302E 3,0 V12 | RA300 RA301 RA302       | F    | David Hobbs          | 9             |
| LDS Mk 3       | Team Gunston                     | LDS         | Repco 620 3,0 V8                                               | Mk 3                    | F    | Sam Tingle           | 1             |
| Lola T102      | Bayerische Motoren Werke AG      | Lola        | BMW M12/1 1,6 L4                                               | T102                    | D    | Hubert Hahne         | 8             |
| Lotus 49B      | Team Lotus Gold Leaf Team Lotus  | Lotus       | Ford Cosworth DFV 3,0 V8                                       | 49 49B                  | F    | Jim Clark            | 1             |
| Lotus 49B      | Team Lotus Gold Leaf Team Lotus  | Lotus       | Ford Cosworth DFV 3,0 V8                                       | 49 49B                  | F    | Graham Hill          | Toate         |
| Lotus 49B      | Team Lotus Gold Leaf Team Lotus  | Lotus       | Ford Cosworth DFV 3,0 V8                                       | 49 49B                  | F    | Jackie Oliver        | 3–12          |
| Lotus 49B      | Team Lotus Gold Leaf Team Lotus  | Lotus       | Ford Cosworth DFV 3,0 V8                                       | 49 49B                  | F    | Mario Andretti       | 9, 11         |
| Lotus 49B      | Team Lotus Gold Leaf Team Lotus  | Lotus       | Ford Cosworth DFV 3,0 V8                                       | 49 49B                  | F    | Bill Brack           | 10            |
| Lotus 49B      | Team Lotus Gold Leaf Team Lotus  | Lotus       | Ford Cosworth DFV 3,0 V8                                       | 49 49B                  | F    | Moisés Solana        | 12            |
| Matra MS80     | Matra International Matra Sports | Matra       | Ford Cosworth DFV 3.0 V8 Ford Cosworth FVA 1,6 L4              | MS7 MS9 MS10            | D    | Jackie Stewart       | 1, 4–12       |
| Matra MS80     | Matra International Matra Sports | Matra       | Ford Cosworth DFV 3.0 V8 Ford Cosworth FVA 1,6 L4              | MS7 MS9 MS10            | D    | Jean-Pierre Beltoise | 1-2           |
| Matra MS80     | Matra International Matra Sports | Matra       | Ford Cosworth DFV 3.0 V8 Ford Cosworth FVA 1,6 L4              | MS7 MS9 MS10            | D    | Johnny Servoz-Gavin  | 3, 9–10, 12   |
| Matra MS80     | Matra International Matra Sports | Matra       | Matra MS9 3,0 V12                                              | MS11                    | D    | Jean-Pierre Beltoise | 3–12          |
| Matra MS80     | Matra International Matra Sports | Matra       | Matra MS9 3,0 V12                                              | MS11                    | D    | Henri Pescarolo      | 10–12         |
| McLaren M7A    | Bruce McLaren Motor Racing       | McLaren     | BRM P101 3.0 V12                                               | M5A                     | G    | Denny Hulme          | 1             |
| McLaren M7A    | Bruce McLaren Motor Racing       | McLaren     | Ford Cosworth DFV 3.0 V8                                       | M7A                     | G    | Denny Hulme          | 2–12          |
| McLaren M7A    | Bruce McLaren Motor Racing       | McLaren     | Ford Cosworth DFV 3.0 V8                                       | M7A                     | G    | Bruce McLaren        | 2–12          |

Echipele private care nu și-au construit propriul șasiu și au folosit șasiurile constructorilor existenți sunt arătate mai jos.
| Concurent                             | Constructor afiliat | Motor                    | Șasiu  | Pneu | Piloți           | Piloți       |
| ------------------------------------- | ------------------- | ------------------------ | ------ | ---- | ---------------- | ------------ |
| Concurent                             | Constructor afiliat | Motor                    | Șasiu  | Pneu | Numele pilotului | Etape        |
| Team Gunston                          | Brabham             | Repco 620 3,0 V8         | BT20   | F    | John Love        | 1            |
| Scuderia Scribante                    | Brabham             | Repco 620 3,0 V8         | BT11   | F    | Dave Charlton    | 1            |
| Team Pretoria                         | Brabham             | Climax FPF 2,8 L4        | BT11   | F    | Jackie Pretorius | 1            |
| Charles Vögele Racing                 | Brabham             | Repco 620 3,0 V8         | BT20   | G    | Silvio Moser     | 3, 5, 7–9    |
| Caltex Racing Team                    | Brabham             | Repco 740 3,0 V8         | BT24   | D    | Kurt Ahrens Jr.  | 8            |
| Reg Parnell Racing                    | BRM                 | BRM P101 3,0 V12         | P126   | G    | Piers Courage    | 2–12         |
| Bernard White Racing                  | BRM                 | BRM P101 3,0 V12         | P261   | G    | Frank Gardner    | 9            |
| John Love                             | Cooper              | Climax FPF 2,8 L4        | T79    | D    | Basil van Rooyen | 1            |
| Rob Walker/Jack Durlacher Racing Team | Cooper              | Maserati 9/F1 3,0 V12    | T81    | F    | Jo Siffert       | 1            |
| Rob Walker/Jack Durlacher Racing Team | Lotus               | Ford Cosworth DFV 3,0 V8 | 49 49B | F    | Jo Siffert       | 2–12         |
| Joakim Bonnier Racing Team            | Cooper              | Maserati 9/F1 3,0 V12    | T81    | F G  | Jo Bonnier       | 1            |
| Joakim Bonnier Racing Team            | McLaren             | BRM P101 3,0 V12         | M5A    | F G  | Jo Bonnier       | 3–5, 7, 9–11 |
| Joakim Bonnier Racing Team            | Honda               | Honda RA301E 3,0 V12     | RA301  | F G  | Jo Bonnier       | 12           |
| Castrol Oils Ltd                      | Eagle               | Climax FPF 2,8 L4        | T1F    | G    | Al Pease         | 10           |
| Anglo American Racers                 | McLaren             | Ford Cosworth DFV 3,0 V8 | M7A    | G    | Dan Gurney       | 10–12        |

## Calendar
Următoarele douăsprezece Mari Premii au avut loc în 1968.
| 1.                                         | 2.                                     | 3.                                           | 4.                                     |
| ------------------------------------------ | -------------------------------------- | -------------------------------------------- | -------------------------------------- |
| Marele Premiu al Africii de Sud 1 ianuarie | Marele Premiu al Spaniei 12 mai        | Marele Premiu al Principatului Monaco 26 mai | Marele Premiu al Belgiei 9 iunie       |
| Kyalami (P)                                | Jarama (P)                             | Monaco (S)                                   | Spa-Francorchamps (S)                  |
| 5.                                         | 6.                                     | 7.                                           | 8.                                     |
| Marele Premiu al Țărilor de Jos 23 iunie   | Marele Premiu al Franței 7 iulie       | Marele Premiu al Marii Britanii 20 iulie     | Marele Premiu al Germaniei 4 august    |
| Zandvoort (P)                              | Rouen-Les-Essarts (S)                  | Brands Hatch (P)                             | Nürburgring (P)                        |
| 9.                                         | 10.                                    | 11.                                          | 12.                                    |
| Marele Premiu al Italiei 8 septembrie      | Marele Premiu al Canadei 22 septembrie | Marele Premiu al Statelor Unite 6 octombrie  | Marele Premiu al Mexicului 3 noiembrie |
| Monza (P)                                  | Mont-Tremblant (P)                     | Watkins Glen (P)                             | Magdalena Mixhuca (P)                  |
| (P) - pistă; (S) - stradă.                 |                                        |                                              |                                        |

## Rezultate și clasamente

### Marile Premii
| Etapa | Mare Premiu                | Pole position  | Cel mai rapid tur    | Pilotul câștigător | Constructorul câștigător | Pneu | Lider | Lider |
| Etapa | Mare Premiu                | Pole position  | Cel mai rapid tur    | Pilotul câștigător | Constructorul câștigător | Pneu | Pilot | Dif.  |
| ----- | -------------------------- | -------------- | -------------------- | ------------------ | ------------------------ | ---- | ----- | ----- |
| 1     | MP al Africii de Sud       | Jim Clark      | Jim Clark            | Jim Clark          | Lotus-Ford               | F    | CLA   | 3     |
| 2     | MP al Spaniei              | Chris Amon     | Jean-Pierre Beltoise | Graham Hill        | Lotus-Ford               | F    | HIL   | 6     |
| 3     | MP al Principatului Monaco | Graham Hill    | Richard Attwood      | Graham Hill        | Lotus-Ford               | F    | HIL   | 14    |
| 4     | MP al Belgiei              | Chris Amon     | John Surtees         | Bruce McLaren      | McLaren-Ford             | G    | HIL   | 14    |
| 5     | MP al Țărilor de Jos       | Chris Amon     | Jean-Pierre Beltoise | Jackie Stewart     | Matra-Ford               | D    | HIL   | 12    |
| 6     | MP al Franței              | Jochen Rindt   | Pedro Rodríguez      | Jacky Ickx         | Ferrari                  | F    | HIL   | 8     |
| 7     | MP al Marii Britanii       | Graham Hill    | Jo Siffert           | Jo Siffert         | Lotus-Ford               | F    | HIL   | 4     |
| 8     | MP al Germaniei            | Jacky Ickx     | Jackie Stewart       | Jackie Stewart     | Matra-Ford               | D    | HIL   | 4     |
| 9     | MP al Italiei              | John Surtees   | Jackie Oliver        | Denny Hulme        | McLaren-Ford             | G    | HIL   | 3     |
| 10    | MP al Canadei              | Jochen Rindt   | Jo Siffert           | Denny Hulme        | McLaren-Ford             | G    | HIL   | 0     |
| 11    | MP al Statelor Unite       | Mario Andretti | Jackie Stewart       | Jackie Stewart     | Matra-Ford               | D    | HIL   | 3     |
| 12    | MP al Mexicului            | Jo Siffert     | Jo Siffert           | Graham Hill        | Lotus-Ford               | F    | HIL   | 12    |

### Clasament Campionatul Mondial al Piloților
Punctele au fost acordate pe o bază de 9–6–4–3–2–1 primilor șase clasați în fiecare cursă. Doar cele mai bune cinci rezultate din primele șase curse și cele mai bune cinci rezultate din restul de șase curse au fost luate în considerare pentru Campionatul Mondial. FIA nu a acordat o clasificare în campionat acelor piloți care nu au obținut puncte.
| Poz. | Pilot                | ZAF  | ESP | MCO | BEL | NLD | FRA | GBR | DEU | ITA | CAN | USA | MEX  | Puncte |
| ---- | -------------------- | ---- | --- | --- | --- | --- | --- | --- | --- | --- | --- | --- | ---- | ------ |
| 1    | Graham Hill          | 2    | 1   | 1P  | Ab  | 9   | Ab  | AbP | 2   | Ab  | 4   | 2   | 1    | 48     |
| 2    | Jackie Stewart       | Ab   |     |     | 4   | 1   | 3   | 6   | 1R  | Ab  | 6   | 1R  | 7    | 36     |
| 3    | Denny Hulme          | 5    | 2   | 5   | Ab  | Ab  | 5   | 4   | 7   | 1   | 1   | Ab  | Ab   | 33     |
| 4    | Jacky Ickx           | Ab   | Ab  |     | 3   | 4   | 1   | 3   | 4P  | 3   | NS  |     | Ab   | 27     |
| 5    | Bruce McLaren        |      | Ab  | Ab  | 1   | Ab  | 8   | 7   | 13  | Ab  | 2   | 6   | 2    | 22     |
| 6    | Pedro Rodríguez      | Ab   | Ab  | Ab  | 2   | 3   | NCR | Ab  | 6   | Ab  | 3   | Ab  | 4    | 18     |
| 7    | Jo Siffert           | 7    | Ab  | Ab  | 7   | Ab  | 11  | 1R  | Ab  | Ab  | AbR | 5   | 6P R | 12     |
| 8    | John Surtees         | 8    | Ab  | Ab  | AbR | Ab  | 2   | 5   | Ab  | AbP | Ab  | 3   | Ab   | 12     |
| 9    | Jean-Pierre Beltoise | 6    | 5R  | Ab  | 8   | 2R  | 9   | Ab  | Ab  | 5   | Ab  | Ab  | Ab   | 11     |
| 10   | Chris Amon           | 4    | AbP |     | AbP | 6P  | 10  | 2   | Ab  | Ab  | Ab  | Ab  | Ab   | 10     |
| 11   | Jim Clark            | 1P R |     |     |     |     |     |     |     |     |     |     |      | 9      |
| 12   | Jochen Rindt         | 3    | Ab  | Ab  | Ab  | Ab  | AbP | Ab  | 3   | Ab  | AbP | Ab  | Ab   | 8      |
| 13   | Richard Attwood      |      |     | 2R  | Ab  | 7   | 7   | Ab  | 14  |     |     |     |      | 6      |
| 14   | Johnny Servoz-Gavin  |      |     | Ab  |     |     | Ab  |     |     | 2   | Ab  |     | Ab   | 6      |
| 15   | Jackie Oliver        |      |     | Ab  | 5   | NC  | NS  | Ab  | 11  | AbR | Ab  | NS  | 3    | 6      |
| 16   | Ludovico Scarfiotti  | Ab   | 4   | 4   |     |     |     |     |     |     |     |     |      | 6      |
| 17   | Lucien Bianchi       |      |     | 3   | 6   | Ab  |     |     | Ab  |     | NC  | NC  | Ab   | 5      |
| 18   | Vic Elford           |      |     |     |     |     | 4   | Ab  | Ab  | Ab  | 5   | Ab  | 8    | 5      |
| 19   | Brian Redman         | Ab   | 3   |     | Ab  |     |     |     |     |     |     |     |      | 4      |
| 20   | Piers Courage        |      | Ab  | Ab  | Ab  | Ab  | 6   | 8   | 8   | 4   | Ab  | Ab  | Ab   | 4      |
| 21   | Dan Gurney           | Ab   |     | Ab  |     | Ab  |     | Ab  | 9   | Ab  | Ab  | 4   | Ab   | 3      |
| 22   | Jo Bonnier           | Ab   |     | NSC | Ab  | 8   |     | Ab  |     | 6   | Ab  | NC  | 5    | 3      |
| 23   | Jack Brabham         | Ab   | NS  | Ab  | Ab  | Ab  | Ab  | Ab  | 5   | Ab  | Ab  | Ab  | 10   | 2      |
| 24   | Silvio Moser         |      |     | NSC |     | 5   |     | NC  | NS  | NSC |     |     |      | 2      |
| —    | Henri Pescarolo      |      |     |     |     |     |     |     |     |     | Ab  | NS  | 9    | 0      |
| —    | John Love            | 9    |     |     |     |     |     |     |     |     |     |     |      | 0      |
| —    | Hubert Hahne         |      |     |     |     |     |     |     | 10  |     |     |     |      | 0      |
| —    | Kurt Ahrens Jr.      |      |     |     |     |     |     |     | 12  |     |     |     |      | 0      |
| —    | Jackie Pretorius     | NC   |     |     |     |     |     |     |     |     |     |     |      | 0      |
| —    | Derek Bell           |      |     |     |     |     |     |     |     | Ab  |     | Ab  |      | 0      |
| —    | Mario Andretti       |      |     |     |     |     |     |     |     | NS  |     | AbP |      | 0      |
| —    | Bobby Unser          |      |     |     |     |     |     |     |     | NS  |     | Ab  |      | 0      |
| —    | Andrea de Adamich    | Ab   |     |     |     |     |     |     |     |     |     |     |      | 0      |
| —    | Dave Charlton        | Ab   |     |     |     |     |     |     |     |     |     |     |      | 0      |
| —    | Mike Spence          | Ab   |     |     |     |     |     |     |     |     |     |     |      | 0      |
| —    | Basil van Rooyen     | Ab   |     |     |     |     |     |     |     |     |     |     |      | 0      |
| —    | Sam Tingle           | Ab   |     |     |     |     |     |     |     |     |     |     |      | 0      |
| —    | Jo Schlesser         |      |     |     |     |     | Ab  |     |     |     |     |     |      | 0      |
| —    | Robin Widdows        |      |     |     |     |     |     | Ab  |     |     |     |     |      | 0      |
| —    | David Hobbs          |      |     |     |     |     |     |     |     | Ab  |     |     |      | 0      |
| —    | Bill Brack           |      |     |     |     |     |     |     |     |     | Ab  |     |      | 0      |
| —    | Moisés Solana        |      |     |     |     |     |     |     |     |     |     |     | Ab   | 0      |
| —    | Al Pease             |      |     |     |     |     |     |     |     |     | NS  |     |      | 0      |
| —    | Frank Gardner        |      |     |     |     |     |     |     |     | NSC |     |     |      | 0      |
| Poz. | Pilot                | ZAF  | ESP | MCO | BEL | NLD | FRA | GBR | DEU | ITA | CAN | USA | MEX  | Puncte |

| Legendă      | Legendă                                            |
| Culoare      | Rezultat                                           |
| ------------ | -------------------------------------------------- |
| Auriu        | Câștigător                                         |
| Argintiu     | Locul 2                                            |
| Bronz        | Locul 3                                            |
| Verde        | Alte locuri care punctează                         |
| Albastru     | Alte locuri                                        |
| Albastru     | Nu s-a clasat, dar a terminat cursa (NC)           |
| Purpuriu     | A abandonat cursa (Ab)                             |
| Negru        | Descalificat (DSC)                                 |
| Alb          | Nu a luat startul (NS)                             |
| Roșu         | Nu s-a calificat (NSC)                             |
| Fără culoare | Retras înainte de calificări (Ret)                 |
| Fără culoare | Exclus (EX)                                        |
| Fără culoare | Nu a participat (celulă goală)                     |
| Adnotare     | Însemnătate                                        |
| P            | Pole position                                      |
| R            | Cel mai rapid tur                                  |
| (6)          | Rezultatul nu a fost luat în considerare pentru CM |

### Clasament Cupa Internațională pentru Constructorii de F1
Punctele au fost acordate pe o bază de 9–6–4–3–2–1 primilor șase clasați în fiecare cursă, dar numai primei mașini care a terminat pentru fiecare constructor. Cele mai bune cinci rezultate din primele șase curse și cele mai bune cinci rezultate din restul de șase curse au fost luate în considerare pentru Cupa Internațională.
| Poz. | Constructor     | ZAF | ESP | MCO | BEL | NLD | FRA | GBR | DEU | ITA | CAN | USA | MEX | Puncte |
| ---- | --------------- | --- | --- | --- | --- | --- | --- | --- | --- | --- | --- | --- | --- | ------ |
| 1    | Lotus-Ford      | 1   | 1   | 1   | 5   | 9   | 11  | 1   | 2   | Ab  | 4   | 2   | 1   | 62     |
| 2    | McLaren-Ford    |     | 2   | 5   | 1   | Ab  | 5   | 4   | 7   | 1   | 1   | 4   | 2   | 49     |
| 3    | Matra-Ford      | 6   | 5   | Ab  | 4   | 1   | 3   | 6   | 1   | 2   | 6   | 1   | 7   | 45     |
| 4    | Ferrari         | 4   | Ab  |     | 3   | 4   | 1   | 2   | 4   | 3   | Ab  | Ab  | Ab  | 32     |
| 5    | BRM             | Ab  | Ab  | 2   | 2   | 3   | 6   | 8   | 6   | 4   | 3   | Ab  | 4   | 28     |
| 6    | Honda           | 8   | Ab  | Ab  | Ab  | Ab  | 2   | 5   | Ab  | Ab  | Ab  | 3   | 5   | 14     |
| 7    | Cooper-BRM      |     | 3   | 3   | 6   | Ab  | 4   | Ab  | Ab  | Ab  | 5   | NC  | 8   | 14     |
| 8    | Brabham-Repco   | 3   | Ab  | Ab  | Ab  | 5   | Ab  | Ab  | 3   | Ab  | Ab  | Ab  | 10  | 10     |
| 9    | Matra           |     |     | Ab  | 8   | 2   | 9   | Ab  | Ab  | 5   | Ab  | Ab  | 9   | 8      |
| 10   | McLaren-BRM     | 5   |     | NSC | Ab  | 8   |     | Ab  |     | 6   | Ab  | NC  | NS  | 3      |
| —    | Cooper-Maserati | 7   |     |     |     |     |     |     |     |     |     |     |     | 0      |
| —    | Eagle-Weslake   | Ab  |     | Ab  |     |     |     | Ab  | 9   | Ab  |     |     |     | 0      |
| —    | Lola-BMW        |     |     |     |     |     |     |     | 10  |     |     |     |     | 0      |
| —    | Brabham-Climax  | NC  |     |     |     |     |     |     |     |     |     |     |     | 0      |
| —    | LDS-Repco       | Ab  |     |     |     |     |     |     |     |     |     |     |     | 0      |
| —    | Cooper-Climax   | Ab  |     |     |     |     |     |     |     |     |     |     |     | 0      |
| —    | Eagle-Climax    |     |     |     |     |     |     |     |     |     | NS  |     |     | 0      |
| Poz. | Constructor     | ZAF | ESP | MCO | BEL | NLD | FRA | GBR | DEU | ITA | CAN | USA | MEX | Puncte |

## Curse non-campionat
În sezonul din 1968, au fost organizate și trei curse care nu au făcut parte din Campionatul Mondial.
| Numele cursei                 | Circuit      | Data       | Pilotul câștigător | Constructor      |
| ----------------------------- | ------------ | ---------- | ------------------ | ---------------- |
| Cursa Camponilor III          | Brands Hatch | 17 martie  | Bruce McLaren      | McLaren-Cosworth |
| Trofeul Internațional BRDC XX | Silverstone  | 27 aprilie | Denny Hulme        | McLaren-Cosworth |
| Cupa Internațională de Aur XV | Oulton Park  | 17 august  | Jackie Stewart     | Matra-Cosworth   |